# 彭滋
彭滋（1467年—？），字益之，河南汝宁府商城縣人，民籍，明朝政治人物。

## 生平
弘治八年（1495年）乙卯科河南鄉試第十五名舉人。弘治十八年（1505年）中式乙丑科會試第一百八十四名，三甲第一百零七名進士。官太常寺博士。

## 家族
曾祖彭俊傑；祖父彭友麟；父彭鉞，義官。母佘氏。永感下。